# BatiBUS
BatiBUS es un protocolo de domótica totalmente abierto, es decir, que lo puede implementar cualquier empresa interesada en introducirlo en su cartera de productos. Fue muy utilizado en los antiguos sistemas de control industrial franceses, y debido a sus limitaciones, quedó obsoleto. Entre los dispositivos de BatiBUS en el mercado está el Pyram de la empresa española Delta Dore.

## Tecnología
La velocidad binaria es única (4800 bps) la cual es más que suficiente para la mayoría de las aplicaciones de control distribuido. 
A nivel de acceso, este protocolo usa la técnica CSMA-CA, similar a Ethernet pero con resolución positiva de las colisiones. Esto es, si dos dispositivos intentan acceder al mismo tiempo al bus ambos detectan que se está produciendo una colisión, pero solo el que tiene más prioridad continua transmitiendo, mientras que el otro deja dispositivo desocupa el bus. Esta técnica es muy similar a la usada en el bus europeo EIB y también en el bus del sector del automóvil llamado CAN (Controller Area Network). 
La filosofía es que todos los dispositivos BatiBUS escuchan lo que han enviado cualquier otro, todos procesan la información recibida, pero solo aquellos que hayan sido programados para ello, filtrarán la trama y la subirán a la aplicación empotrada en cada dispositivo.

## Instalación
Es muy sencillo de instalar con una red de suministro de energía a todos los dispositivos y una topología totalmente abierta que es utilizada por todos los dispositivos y aplicaciones. Las principales características de BatiBUS son su facilidad de instalación, bajo coste y capacidad de evolución, ya que el protocolo permite añadir funciones conforme las necesidades lo exijan.
La instalación de este cable se puede hacer en diversas topologías: bus, estrella, anillo, árbol o cualquier combinación de estas. Lo único que hay que respetar es no asignar direcciones idénticas a dos dispositivos de la misma instalación. 
Todos los dispositivos BatiBUS disponen de unos micro-interuptores circulares o miniteclados que permiten asignar una dirección física y lógica que identifican unívocamente a cada dispositivo conectado al bus.

## Estandarización
BatiBUS ha conseguido la certificación como estándar europeo CENELEC. Existen una serie de procedimientos y especificaciones que sirven para homologar cualquier producto que use esta tecnología como compatible con el resto de productos que cumplen este estándar. A su vez, la propia asociación BCI ha creado un conjunto de herramientas para facilitar el desarrollo de productos que cumplan esta especificación. También está descrito en el estándar francés NFC 46620.
El BatiBUS está convergiendo, junto con el EIB y el EHS, en un único estándar europeo para la automatización de oficinas y viviendas.
- Datos: Q810819